# A herceg
A herceg (eredeti cím: The Prince) 2014-ben bemutatott amerikai gengszter-thriller, melyet Brian A. Miller rendezett. A főszerepben Jason Patric, Bruce Willis, John Cusack és Rain.
Az Amerikai Egyesült Államokban 2014. augusztus 22-én jelent meg, Magyarországon kizárólag DVD-n adták ki.
A film többnyire negatív véleményeket kapott a kritikusoktól. A Metacritic oldalán a film értékelése 19% a 100-ból, ami 7 véleményen alapul. A Rotten Tomatoeson A herceg 0%-os minősítést kapott 10 értékelés alapján.

## Cselekmény
A történet elején Paul, egy autószerelő, egy pillanatra elbóbiskol a műhelyében, és visszaemlékszik arra a robbanásos támadásra, amely a gengszter Omar (Bruce Willis) feleségének és lányának életét véletlenül kioltotta.
Paul az amerikai Mississippi államban él nyugodt életet, és van egy tizenéves lánya, Beth. Megözvegyült, és a környezetében élők semmit sem tudnak arról a múltjáról, hogy kőkemény profi gyilkos volt. Amikor lánya nyomtalanul eltűnik, kétségbeesett keresésbe kezd. Brutális erőszakot alkalmaz azokkal szemben, akik nem segítenek neki. Beth barátnője, Angela kénytelen csatlakozni hozzá. Egy gengsztertől megtudja, hogy a lánya keményebb drogokra váltott, és megemlít neki egy gyógyszerészt (Curtis "50 Cent" Jackson), aki ismert drogdíler. Paul biztonságba helyezi Angelát barátjánál, Sam-nél (John Cusack), aki szintén profi gyilkos.
Felkeresi a gyógyszerész kereskedőt a lakásában, aki egy padlástérben lakik, ahol a drogosokat közvetlenül ő látja el kábítószerrel. A házban mindenütt ott vannak az erősen felfegyverzett testőrei.
Amikor Paul odaér, a lányát bedrogozva találja. A gyógyszerésznek megállapodása van Omarral. Az volt a feladata, hogy Pault csapdába csalja, elfogja, majd átadja Omarnak, hogy az bosszút állhasson Paulon a felesége és a lánya haláláért. De ebből a tervből nem lesz semmi. Paul megöli a gyógyszerészt és a testőröket. Ezután eltűnik a lányával együtt.
Omar most Markot (Rain) bízza meg az üggyel. Ez utóbbi Paul nyomába ered. Paul, Beth és Sam eljönnek Angelától, majd nem sokkal később Mark több bérgyilkossal megjelenik, és elrabolja Beth-t. Sam és Paul szétválnak, Mark pedig a tervek szerint elviszi Beth-t Omarhoz.
Paul elmegy egy fegyverkereskedőhöz, akinek az apja a barátja volt, és felfegyverkezik.
Omar vállalkozásának központjában leszámolásra kerül sor. Paul megöli az összes jelenlévő biztonsági őrt. Omar meg akarja ölni a lányát, Beth-t Paul előtt, mert őt hibáztatja, amiért annak idején megölte a családját. Paul szerint a bűnözői élet olyan, mint egy háború, és Omar családja járulékos veszteség volt, mivel neki nem volt szándéka megölni őket. Ezután összeverekszik Markkal, megöli őt, majd Omart. Lányával együtt elhagyja a cég épületét, ahol kint Angela már várja őket.

## Szereplők
| Színész                  | Szereplő       | Magyar hang        |
| ------------------------ | -------------- | ------------------ |
| Jason Patric             | Paul           | Laklóth Aladár     |
| Bruce Willis             | Omar           | Dörner György      |
| John Cusack              | Sam            | Stohl András       |
| Curtis "50 Cent" Jackson | A gyógyszerész | Bognár Tamás       |
| Rain                     | Mark           | Dányi Krisztián    |
| Gia Mantegna             | Beth           | Bogdányi Titanilla |
| Jessica Lowndes          | Angela         | Pálmai Anna        |

További magyar hangok: Barabás Kiss Zoltán, Mikula Sándor, Horváth-Töreki Gergely, Harcsik Róbert

## Fordítás
- Ez a szócikk részben vagy egészben  a   The Prince (2014 film) című angol Wikipédia-szócikk fordításán alapul.  Az eredeti cikk szerkesztőit annak laptörténete sorolja fel. Ez a jelzés csupán a megfogalmazás eredetét és a szerzői jogokat jelzi, nem szolgál a cikkben szereplő információk forrásmegjelöléseként.
- Ez a szócikk részben vagy egészben  a   The Prince – Only God Forgives című német Wikipédia-szócikk fordításán alapul.  Az eredeti cikk szerkesztőit annak laptörténete sorolja fel. Ez a jelzés csupán a megfogalmazás eredetét és a szerzői jogokat jelzi, nem szolgál a cikkben szereplő információk forrásmegjelöléseként.